# 1-Methyluracil
1-Methyluracil ist eine heterocyclische organische Verbindung mit einem Pyrimidingrundgerüst. Es ist ein Derivat der Nukleinbase Uracil mit einer Methylgruppe an Position 1.